# Kim Coles

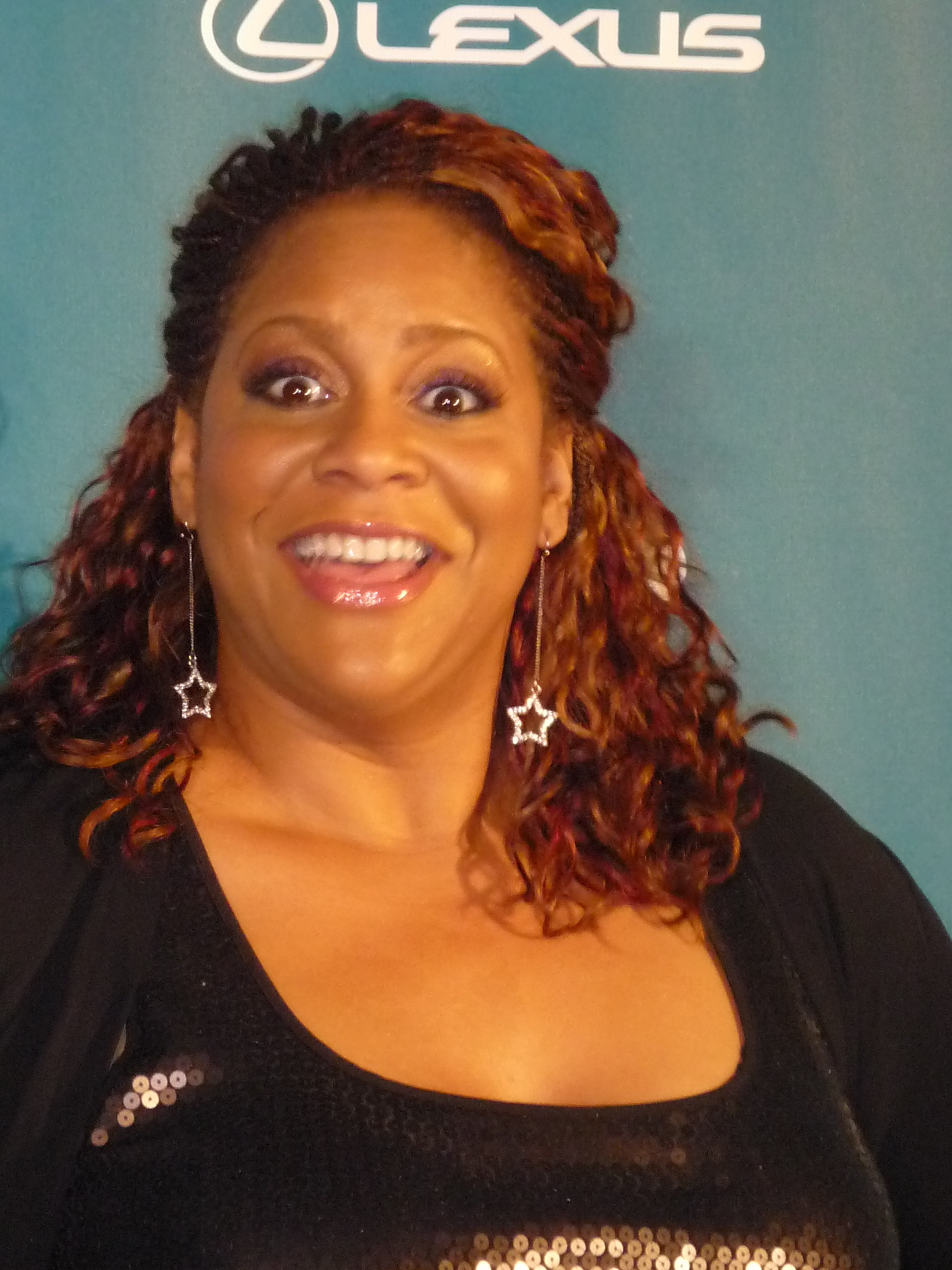
Kim Coles (2009) bei den GLAAD Media Awards 2009

Kimberley Coles (* 11. Januar 1966 in Brooklyn, New York City) ist eine US-amerikanische Schauspielerin und Komikerin.

## Leben
Coles tauchte in mehreren Fernsehserien auf, darunter auch Frasier (wo sie als „Dr.“ Mary Thomas bekannt wurde), Six Feet Under – Gestorben wird immer und The Geena Davis Show. Am bekanntesten ist sie für ihre Rolle als Synclaire James in der auf FOX ausgestrahlten Sitcom Living Single. Coles schrieb auch ein Buch; es trägt den Titel „I’m Free But It Will Cost You“.
Sie nahm auch an einer Gewichtsverlustreise auf VH1 teil. Nach 16 Wochen wog sie knapp elf Kilogramm weniger und ihr Körperfettgehalt war um fast 4 Prozent von 34,7 % auf 31 % gesunken. Sie schaffte dies mithilfe ihrer Mannschaft „Ralphie’s Angels“ (Name später in „3 Fat Bastards and a Black Biyatch“ geändert). 

## Filmografie
- 1990: In Living Color (Fernsehserie, 13 Folgen)
- 1991: Strictly Business
- 1993: Martin (Fernsehserie, eine Folge)
- 1993–1998: Living Single (Fernsehserie, 117 Folgen)
- 1995: Hallo Cockpit (The Crew, Fernsehserie, eine Folge)
- 1996: The Show (Fernsehserie, eine Folge)
- 1999: New Attitudes (Fernsehserie)
- 2000: Frasier (Fernsehserie, zwei Folgen)
- 2000–2001: The Geena Davis Show (Fernsehserie, 22 Folgen)
- 2002: Six Feet Under – Gestorben wird immer (Six Feet Under, Fernsehserie, eine Folge)
- 2002–2004: One on One (Fernsehserie, fünf Folgen)
- 2003: Die Parkers (The Parkers, Fernsehserie, eine Folge)
- 2004: What’s Up, Dad? (My Wife and Kids, Fernsehserie, eine Folge)
- 2005: Kids in America
- 2005: The Show with A.J. Calloway (Fernsehfilm)
- 2006: USA Today Weight Loss Challenge (Miniserie)
- 2007: Hell on Earth (Fernsehfilm)
- 2009: 10 Items or Less (Fernsehserie, vier Folgen)
- 2009: Wig (Kurzfilm)
- 2009: Pay It Off (Fernsehserie)
- 2011: Love That Girl! (Fernsehserie, eine Folge)
- 2012: Let’s Stay Together (Fernsehserie, eine Folge)
- 2012: The Soul Man (Fernsehserie, vier Folgen)
- 2013: Wendell & Vinnie (Fernsehserie, eine Folge)
- 2014: Baby Daddy (Fernsehserie, eine Folge)
- 2014: Quick Draw (Fernsehserie, eine Folge)
- 2025: Mid-Century Modern (Fernsehserie, eine Folge)